# Andalucia
Pour les articles homonymes, voir Andalucia (homonymie).
Pour plus de détails, voir Fiche technique et Distribution.
Andalucia est un film dramatique⁣⁣⁣ ⁣⁣français⁣⁣, ⁣ réalisé par Alain Gomis en 2006, et sorti en 2008.

## Synopsis
Yacinne habite dans une petite caravane dans laquelle il vit tranquillement. Mais voilà qu'il rencontre par hasard un jour un ami d'enfance, Djibril, et se retrouve confronté à ses origines, sa vie à la cité et ses frustrations... Yacine reprend, s'en va donc, et reprend tout de zéro.

## Fiche technique
- Titre : Andalucia
- Réalisateur : Alain Gomis
- Scénario : Alain Gomis et Marc Wels
- Photographie : Benoît Chamaillard
- Montage : Fabrice Rouaud
- Musique : Xavier Capellas, Patrice Gomis
- Costumes : Virginie Montel
- Producteur : Anne-Cécile Berthomeau
- Distributeur : Eurozoom (France)
- Pays d'origine :  France
- Langue : Français
- Format : couleur - 1.66 : 1 - 35 mm
- Genre : drame
- Durée : 95 minutes
- Dates de sortie : 
  -  France : 5 mars 2008

## Distribution
- Samir Guesmi : Yacine
- Delphine Zingg : Elle
- Djolof Mbengue : Djibril
- Loukakou Hassan : Djibril enfant
- Bass Dhem : Moussa
- Axel Bogousslavsky : Vincent
- Marc Martínez : Filipo
- Xavier Serrat : JB
- Irene Montalà : Dounia
- Jany Gastaldi : Jany
- Ali Mokrani : le père
- Sarah Marshall : le mannequin
- Adel Bencherif : Farid
- Abdelhafid Metalsi : Amar
- Salima Boutebal : Salima
- Marc Planceon : homme au schooter